# گرومن جی-۶۵ تادپول
گرومن جی-۶۵ تادپول (به انگلیسی: Grumman G-65 Tadpole) یک هواپیمای ساختِ کارخانهٔ گرومن در کشور ایالات متحده آمریکا است. این هواپیما برای نخستین بار در ۷ دسامبر ۱۹۴۴ میلادی مورد استفاده قرار گرفت.